# Costa d'Ivori
Costa d'Ivori (en francès Côte d'Ivoire, que és l'únic nom oficial del país) és una república de l'Àfrica Occidental que limita a l'oest amb Libèria i Guinea, al nord amb Mali i Burkina Faso, a l'est amb Ghana i al sud amb el golf de Guinea. La capital és Yamoussoukro, tot i que la ciutat principal és l'antiga capital, Abidjan. És un dels països més pròspers de l'Àfrica occidental, si bé el seu desenvolupament econòmic ha estat afectat per una convulsa vida política, agreujada per la corrupció oficial i el refús d'adoptar les reformes necessàries.
Antiga colònia francesa, va obtenir la independència el 1960.
Com que el país tenia un nom diferent en cada llengua, a causa de la traducció literal del nom francès (Ivory Coast en anglès, Costa de Marfil en espanyol, Elfenbeinküste en alemany, Costa d'Avorio en italià, etc.), el govern ivorià va voler posar-hi fi de manera oficial i l'octubre de 1985 va demanar que el país fos conegut arreu i en qualsevol llengua com a Côte d'Ivoire. I de fet, segons la llei nacional, el nom de l'estat no pot ser traduït del francès.

## Etimologia
El nom li va ser donat pels colons francesos pel fet que a la regió es practicava un intens comerç d'aquest material, l'ivori, extret dels ullals de l'elefant africà. En els anys vuitanta, el govern del país va demanar que s'utilitzés el nom francès, Côte d'Ivoire, en tots els idiomes, per evitar la confusió causada per la diversitat dels exònims (Ivory Coast, Costa de Marfil, Elfenbeinküste, Norsunluurannikko, etcètera).

## Història
El territori està habitat des del Paleolític superior, com proven algunes restes trobades, malgrat les dificultats per a l'arqueologia per les condicions del terreny i per la manca de tradició d'excavacions al país. A l'època antiga al nord es van establir pobles saharians i al sud els Krus, vinguts de Libèria. Els diferents pobles es van organitzar en ciutats estat que sobrevivien gràcies a les rutes comercials i sense límits precisos.
Els primers colonitzadors europeus van ser els portuguesos, qui van batejar el país per la quantitat d'ivori que hi van trobar. A final del segle xviii va aviar el colonialisme francès, amb la conversió al catolicisme dels principals líders tribals, tot i que no va esdevenir propietat oficial de França fins al 1893.
Els africans van ajudar França durant la Segona Guerra Mundial i després van exigir drets polítics i una certa autonomia, que va anar transformant-se en una independència pacífica, oficialitzada el 1960. El 1990 es van permetre els partits polítics, si bé les crítiques sobre la manca de democràcia encara perduren pel control del règim sobre les eleccions. La fi de l'acme econòmica continuada va ser una de les causes de la guerra civil que esclatà el 2002 i que va acabar el 2007. La lenta recuperació de les institucions encara no està consolidada.

## Política
Des del 1983, la capital oficial de Costa d'Ivori és Yamoussoukro; Abidjan, però, roman la capital econòmica i seu de totes les delegacions diplomàtiques. La població continua de patir a causa d'una guerra civil en curs. Les organitzacions internacionals de drets humans han apuntat problemes amb el tracte de no combatents captius per ambdós bàndols i la reaparició de l'esclavitud infantil entre els treballadors en la producció de cacau.
El 19 de setembre de 2002 va esclatar una guerra civil, i la part nord del país va ser presa pels rebels, les FN (Forces Nouvelles). L'octubre de 2005 s'esperava celebrar una nova elecció presidencial. Tanmateix, aquesta nova elecció no es va poder celebrar a temps a causa dels retards en els preparatius i va ser ajornada primer a l'octubre de 2006, i després l'octubre de 2007, després d'assolir un acord entre els partits rivals.
El 29 de juny de 2007 el primer ministre, Guillaume Soro, va sobreviure a un atemptat a l'Aeroport Internacional de Bouaké.
Des de les eleccions de novembre de 2010, s'ha produït una situació de tensió similar a la de l'any 2002. El Consell Nacional Electoral va proclamar president Alassane Ouattara, sent reconeguda la seva victòria pels governs dels Estats Units i França, així com per les Nacions Unides. Nogensmenys, el Tribunal Constitucional va proclamar guanyador Laurent Gbagbo, que havia guanyat la primera volta.
L'ONU i els organismes regionals han reconegut, per als partidaris de Gbagbo, de manera precipitada, el triomf d'Ouatarra. El primer ministre de Gbagbo, Guillem Soro, cap dels rebels que van fer la guerra civil de 2002-2004, i va obtenir un acord de pau amb el president, canvià de bàndol i va passar als rengs d'Ouatarra, i li prestà col·laboració armada.
El Consell de Seguretat de l'ONU, ha ordenat mesures per fer fora el president Gbagbo. L'any 2004 forces franceses han intervingut al país africà amb les armes.

## Geografia

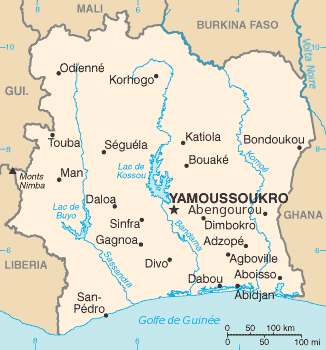
Costa d'Ivori.

Per a efectes comparatius, la superfície de Costa d'Ivori és comparable a la de Noruega o la de Nou Mèxic. Costa d'Ivori ofereix una gamma variada de paisatges, des de la sabana desèrtica al nord fins a la selva verge. El límit sud el marquen extenses platges. Aquesta zona, més plujosa, es caracteritza per les grans plantacions de productes d'exportació: cafè, cacau i banana. Al nord el paisatge es veu conformat per un altiplà granític recobert de sabanes. En aquesta àrea petits propietaris conreen sorgo, blat de moro i cacauet.
Segons  WWF, el territori de Costa d'Ivori es reparteix entre sis  ecoregions:
- Sabana sudanesa occidental, al nord.
- Mosaic de selva i sabana de Guinea, al centre.
- Selva guineana oriental, al sud-est.
- Selva guineana occidental de terres baixes, al sud-oest.
- Selva montana guineana, a les muntanyes de l'oest.
- Manglar guineà, en alguns punts de la costa

## Economia
Mantenint llaços estrets amb França d'ençà de la independència el 1960, la diversificació de l'agricultura per a l'exportació, i l'estímul de les inversions estrangeres, ha fet de Costa d'Ivori un dels països tropicals africans més pròspers. Ara bé, en anys recents Costa d'Ivori s'ha vist sotmesa a més competència i el descens dels preus en el mercat global dels seus cultius agrícoles principals: cafè i cacau. Això, juntament amb una alta corrupció interna, fa la vida difícil per als cultivadors i aquells qui exporten a mercats estrangers.

## Demografia

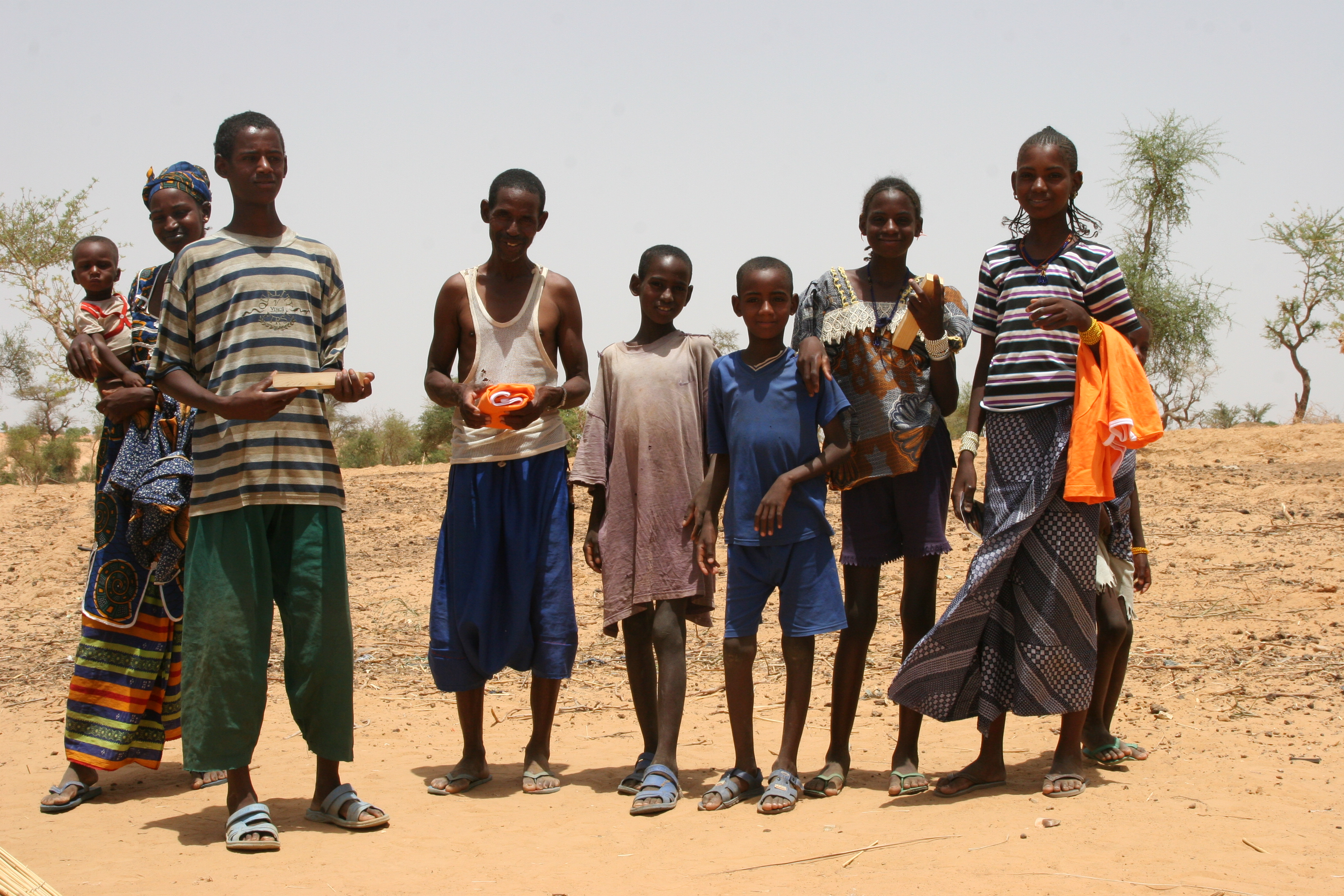
Família ivoriana.

L'any 2007, Costa d'Ivori tenia 18.000.000 d'habitants. L'esperança de vida era de 49 anys. La mitjana de fills per dona era de 4,43. El 50,9% de la població està alfabetitzada. Es calcula que el 7% de la població està infectada pel virus del VIH (sida).
El 77% de la població són considerats ivorians, venen de diversos pobles diferents i grups lingüístics. Es parlen uns 65 idiomes al país. Un dels més comuns és el dioula, que s'usa com a idioma per a comerciar i és un idioma comunament parlat per la població musulmana. El francès, l'idioma oficial, s'ensenya a les escoles i serveix com una lingua franca a les àrees urbanes (particularment a Abidjan).
D'ençà que Costa d'Ivori s'ha establert com un dels països més pròspers d'Àfrica occidental, al voltant del 20% de la població consisteix en treballadors dels països veïns Libèria, Burkina Faso i Guinea. Aquest fet ha creat una tensió constantment creixent en els anys recents, especialment ja que la majoria d'aquests treballadors són musulmans mentre la població d'origen nadiu és en gran part cristiana (principalment catòlics ) i animista. El 4% de la població és d'ascendència no africana. Molts són ciutadans francesos, libanesos, vietnamites i espanyols, així com missioners protestants dels Estats Units i del Canadà. El novembre de 2004, entorn de 10.000 francesos i altres ciutadans estrangers van evacuar Costa d'Ivori a causa d'atacs de joves milícies progovernamentals.

### Evolució demogràfica

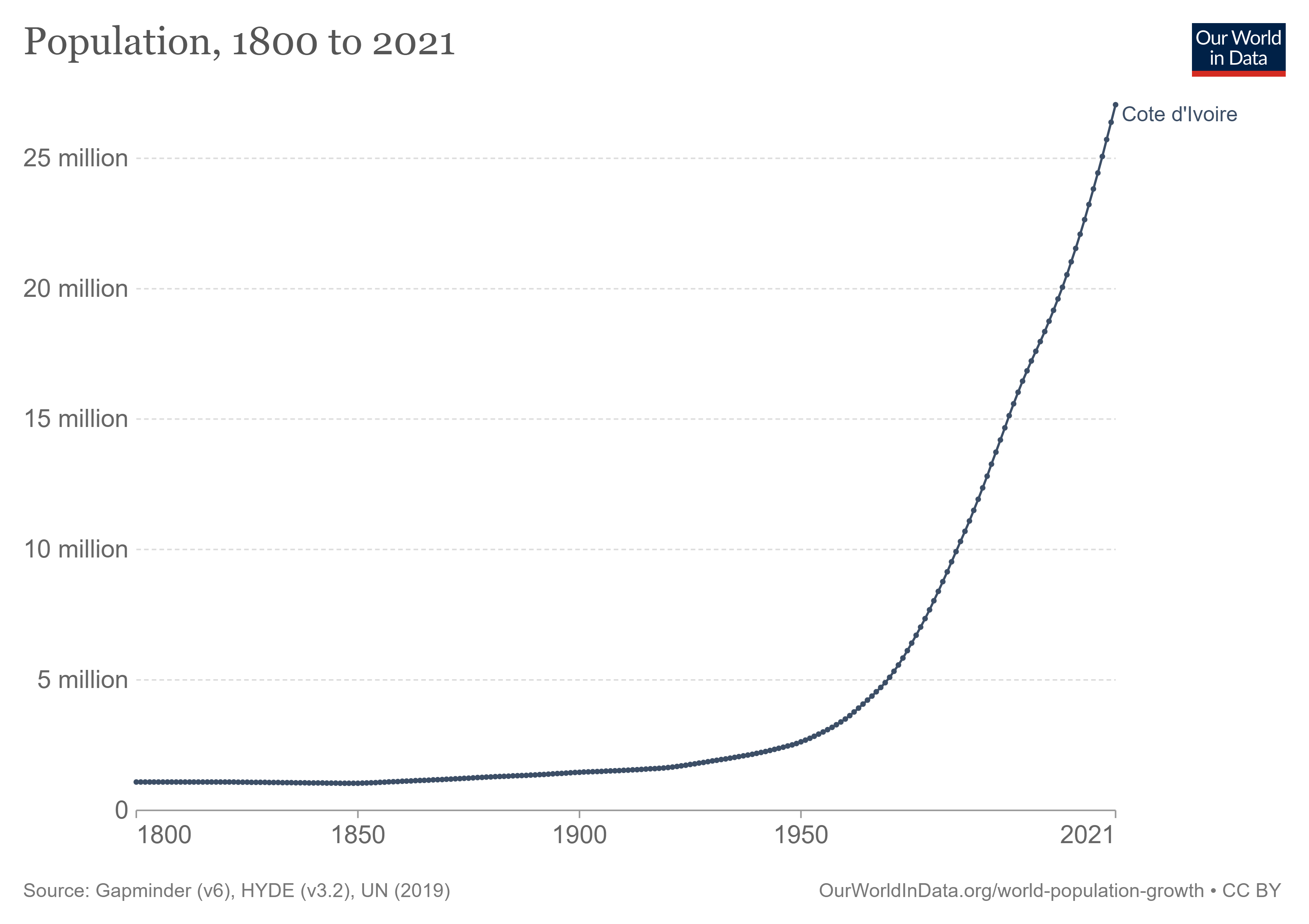
Evolució i previsió demogràfica, xifres de la FAO del 2005.

- 1900-1.500.000.
- 1950-2.700.000.
- 1970-5.300.000.
- 1975 (cens) - 6,7 milions.
- 1988 (cens) - 10,9 milions.
- 2000-16.000.000.
- 2010-23.000.000.
- 2020-30.000.000.
- 2030-37.000.000.
- 2050-44.000.000.

## Organització politicoadministrativa
Costa d'Ivori està dividida en 31 regions, dos districtes autònoms, i 109 departaments (départements).
Les 31 regions i els dos districtes autònoms que hi ha actualment a Costa d'Ivori i la seva capital són:
| Regió o districte autònom               | Capital        |
| --------------------------------------- | -------------- |
| Districte d'Abidjan (Districte Autònom) | Abidjan        |
| Agnéby-Tiassa                           | Agboville      |
| Bafing                                  | Bafing         |
| Bagoué                                  | Boundiali      |
| Bélier                                  | Toumodi        |
| Béré                                    | Mankono        |
| Bounkani                                | Bouna          |
| Cavally                                 | Guiglo         |
| Folon                                   | Minignan       |
| Gbeke                                   | Bouaké         |
| Gbokle                                  | Sassandra      |
| Gôh                                     | Gagnoa         |
| Gontougo                                | Bondoukou      |
| Grands Ponts                            | Dabou          |
| Guémon                                  | Duékoué        |
| Hambol                                  | Katiola        |
| Alt Sassandra                           | Daloa          |
| Iffou                                   | Daoukro        |
| Indénié-Djuablin                        | Abengourou     |
| Kabadougou                              | Odienné        |
| La Mé                                   | Adzopé         |
| Loh-Djiboua                             | Divo           |
| Marahoué                                | Bouaflé        |
| Moronou                                 | Bongouanou     |
| Nawa                                    | Soubré         |
| N'zi                                    | Dimbokro       |
| Poro                                    | Korhogo        |
| San Pédro (regió)                       | San Pédro      |
| Comoé Meridional                        | Aboisso        |
| Tchologo                                | Ferkessédougou |
| Tonkpi                                  | Man            |
| Worodougou                              | Séguéla        |
| Yamoussoukro (Districte Autònom)        | Yamoussoukro   |

## Llengües i etnologia
La llengua oficial de Costa d'Ivori és el francès. Segons el SIL International, hi ha 78 llengües inventariades a Costa d'Ivori, dues de les quals són extintes:
- Abé: 170.000 parlants als departaments d'Agboville i Tiassale, a Agneby-Tiassa i al Departament de Bongouanou, a Moronou. És parlada pels abés.
- Abidji: 50.500 parlants a Costa d'Ivori.
- Abron: 131.700 parlants als departaments de Tanda i de Bondoukou.
- Abure: 55.120 parlants als departaments de Bonoua i de Grand Bassam. També es parla a Abidjan.
- Adioukrou: 100.000 parlants al departament de Dabou.
- Aizi, Apromou: 6.500 parlants al departament del Sud, al voltant del llac Ebrié, als departaments de Jackeville i de Dabou.
- Aizi, Mobumrin: 2.000 parlants al departament de Jacqueville, al voltant del llac Ebrié.
- Aizi, Tiagbamrin: 9.000 parlants al voltant del llac Ebrié.
- Alladian: 23.000 parlants al departament de Jacqueville, a la zona del llac Ebrié.
- Anyin: 610.000 parlants a Abidjan, als departaments d'Aboisso, d'Abengourou, d'Agnibilekrou, de Bondoukou, Tanda, M'bahiakro, Bongouanou i Daoukro. També es parla a Ghana.
- Anyin Morofo: 300.000 parlants a Moronou.
- Attié: 381.000 parlants als departaments d'Abidjan, Anyama, Alepe, Adzope, Affery, Agou, Akoupe i Yakasse-Attobrou.
- Avikam: 21.000 parlants a Costa d'Ivori.
- Bakwé: 10.300 parlants als departaments de Sassandra, Soubre i San-Pédro.
- Llengua Bamara: 5.500 parlants a Costa d'Ivori.
- Baoulé: 2.130.000 parlants a Costa d'Ivori.
- Beng: 17.000 parlants als departaments de M'bahiakro i Prikro.
- Bété, Daloa: 130.000 parlants al departament de Daloa.
- Bété, Gagnoa: 150.000 parlants a Gagnoa.
- Bété, Guiberoua: 130.000 parlants als departaments de Daloua, Issia, Guiberoua, Soubre, Buyo, Gregbeu i Ouaragahio.
- Beti: 200 parlants, d'una població ètnica de 3.180 al departament del Grand Bassam.
- Birifor, Meridional: 4.308 parlants al nord-est de Costa d'Ivori
- Cerma: 1.700 parlants a prop d'Ouangolodougo, al nord de Ferkessedougou.
- Daho-Doo: 4.000 parlants, al nord de Tai i al sud de Guéré.
- Dan: 800.000 parlants a Costa d'Ivori. També es parla a Guinea i Libèria.
- Deg: 1.100 parlants a Costa d'Ivori.
- Dida, Lakota: 93.800 parlants, a la regió al voltant de la ciutat de Lakota.
- Dida, Yocoboué: 101.600 parlants a la zona de la ciutat de Guitry.
- Ebrié: 75.859 parlants a la zona d'Abidjan, Dabou i Bingerville.
- Ega: 2.500 parlants a prop de Gly.
- Francès: 17.470 persones el tenen com a llengua materna.
- Gagu: 36.595 parlants al departament d'Oume.
- Gliio-Oubi: 2.500 parlants al departament de Tai
- Godié: 26.448 parlants als departaments de Sassandra i Fresco.
- Grebo Meridional.
- Guro: 332.100 parlants als departaments de Zuénoula, Vavoua, Gouitafla, Bouafle, Sifra i Oumé.
- Jeri Kuo: 1.500 parlants, sobretot al sud-oest de Korhogo.
- Jula: 179.100 parlants al departament de Ferkessédougou i a ciutats importants.
- Khisa: 5.000 parlants a Costa d'Ivori. També es parla a Burkina Faso.
- Kodia: 837 parlants al centre-sud de Costa d'Ivori.
- Koro: 40.000 parlants al departament de Mankono.
- Kouya: 10.117 parlants a la zona de Vavoua.
- Koyaga: 60.000 parlants al departament de Mankono.
- Krahn Occidental: 12.200 parlants a la zona de Toulépleu.
- Krobu: 9.920 parlants, al departament d'Agboville.
- Krumen, Plapo: 100 parlants al sud-oest de Costa d'Ivori.
- Krumen, Pye: 20.000 parlants als departaments de Tai, Bereby i San Pedro.
- Krumen, Tepo: 28.300 parlants al sud-oest de l'estat. Als departaments de Tabou i Grabo. També es parla a Libèria.
- Kulango, Bondoukou: 77.000 parlants a Bondoukou. També es parla a Ghana.
- Kulango, Bouna: 142.000 parlants al departament de Nassian. També es parla a Ghana.
- Ligbi: 4.000 parlants a prop de Boundoukou.
- Lobi: 155.800 parlants a Costa d'Ivori.
- Loma: 8.007 parlants a les zones a prop de Tèèn i de Kulango.
- Mahou: 169.100 parlants al departament de Touba.
- Maninka, Forest: 15.000 parlants al departament d'Odienné, a prop de la frontera amb Guinea i Mali.
- Mbato: 25.000 parlants al departament de Petit Alépé.
- Mbre: 200 parlants a prop de Marabadiassa.
- Mwan: 17.000 parlants al departament de Kongasso.
- Neyo: 9.200 parlants a Sassandra.
- Nyabwa: 42.700 parlants a Vavoua, Issia, Buyo, zoukougbeu i Daloua.
- Nzema: 66.700 parlants a Aboisso. També a Abidjan.
- Senoufo, Cebaara: 862.000 parlants a la zona de Korhogo.
- Senoufo, Djimini: 95.500 parlants al department de Dabakala.
- Senoufo, Nyarafolo: 48.000 parlants a la zona de Ferkessédougou.
- Senoufo, Palaka: 8.000 parlants a la zona de Sikolo i Djimini.
- Senoufo, Shempire: 100.000 parlants al nord de Tingréla.
- Senoufo, Tagwana: 138.100 parlants a l'oest de Djimini.
- Soninke: 100.000 parlants a Costa d'Ivori.
- Téen: 6.100 parlants al departament de Bouna. També es parla a Burkina Faso.
- Toura: 38.500 parlants al departament de Biankouma.
- Wan: 22.000 parlants als departaments de Kounahiri i de Beoumi.
- Wané: 2.100 parlants a la costa sud-oest de Costa d'ivori.
- Wè Septentrional: 156.300 parlants als departaments de Kouibly i Fakobly.
- Wè Meridional: 292.500 parlants als departaments de Guiglo, Duékoué, Bangolo i Tai.
- Wè Occidental: 25.188 parlants al departament de Toulépleu.
- Wojenaka: 120.000 parlants al departament d'Odienné.
- Worodougou: 80.000 parlants al departament de Séguéla.
- Yaouré: 24.600 parlants al departament de Bouaflé.

També hi ha documentades les següents llengües extintes:
- Esuma: Al cens del 1988 hi havia una població ètnica de 164 esumes, a la zona d'Adiake.
- Tonjon: Es parlava al departament Dabakala.

A més a més, a Costa d'Ivori també hi ha parlants de bissa (63.000), dogoso, karaboro oriental (5.605), glaro-twabo, khe, maasina fulfulde (1200), malba birifor, mòoré, nafaanra, siamou, sìcìté sénoufo, toussià meridional, turka i vietnamita.